# Emirates Palace Hotel

Das Emirates Palace Hotel (2013)

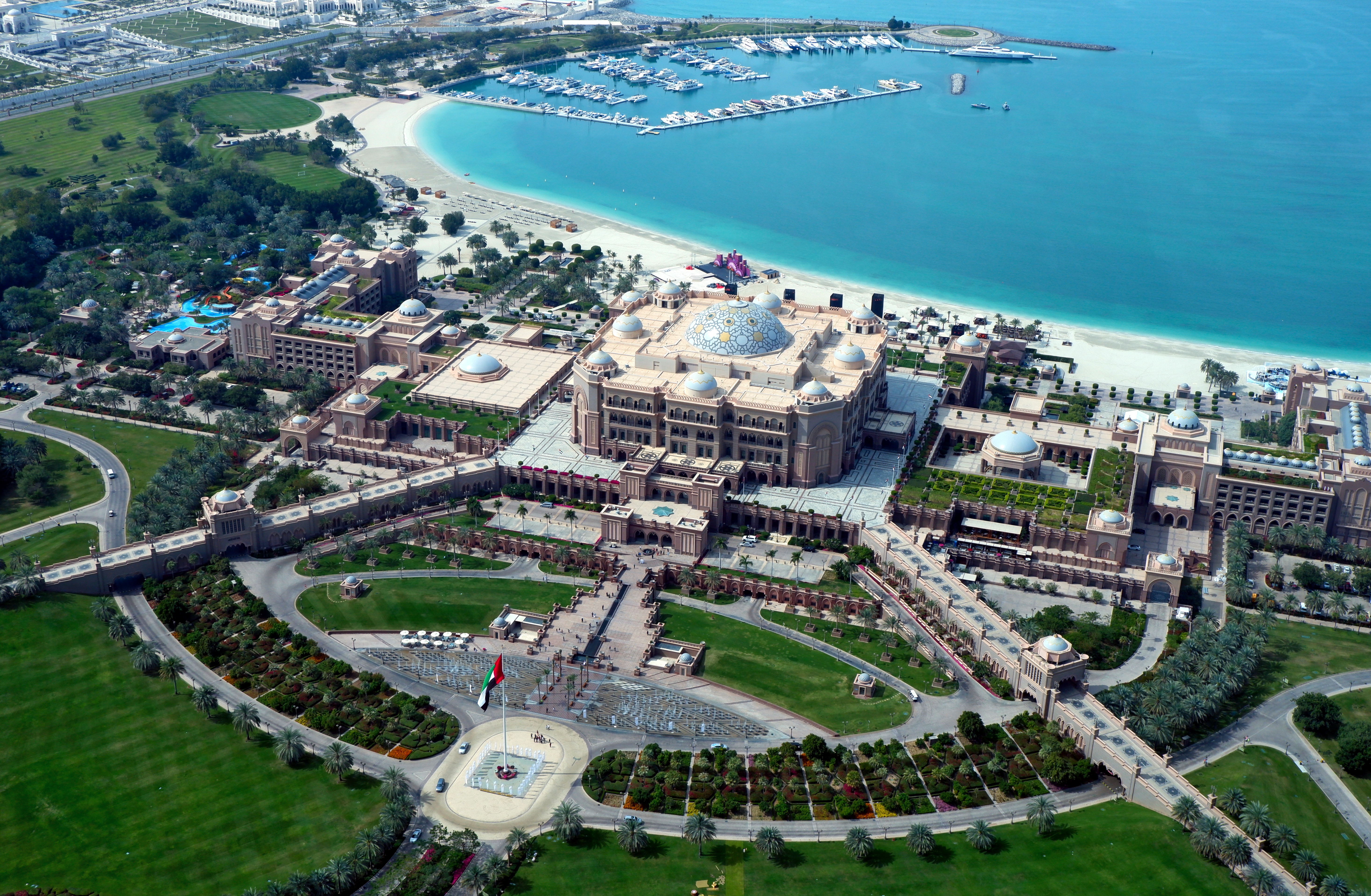
Das Hotel von den Etihad Towers aus gesehen (2019)

Das staatliche Emirates Palace Hotel in der emiratischen Hauptstadt Abu Dhabi gilt als eines der luxuriösesten Hotels der Welt. Bis Dezember 2019 wurde es von Kempinski betrieben; ab Januar 2020 erfolgt der Betrieb durch die Hotelkette Mandarin Oriental. Die Herrscher von Abu Dhabi versuchen mit dem Emirates Palace einen ähnlichen Weg wie Dubai einzuschlagen, um nach Rückgang der Erdöleinnahmen eine weitere Einkommensquelle zu erschließen.
Der Bau des Palasthotels begann im Dezember 2001, und im Februar 2005 wurde der Hotelbetrieb aufgenommen. Das Hotel gehört der Herrscherfamilie von Abu Dhabi.
Die Baukosten betrugen rund drei Milliarden US-Dollar. Somit war es teurer als das Hotel Wynn Las Vegas, das 2,7 Milliarden Dollar gekostet hat. Das Emirates Palace Hotel galt somit lange Zeit als teuerstes Hotel der Welt, bis es Ende 2010 vom vier Milliarden teuren Hotelprojekt The Cosmopolitan in Las Vegas abgelöst wurde.
Es bezeichnet sich aufgrund der Luxus-Ausstattung selbst nicht als Hotel, sondern als „Palace“ (Palast). Das Emirates Palace trägt wie das Burj al Arab offiziell fünf Sterne.

## Ausstattung
Die Gäste des Emirates Palace Hotels werden in Coral-, Pearl- und Diamond-Gäste aufgeteilt. Gästen der obersten Kategorie steht dabei ein privater Butler zur Verfügung. Die Hauptaufgaben des Hotels sind die Unterbringung von Staatsgästen und deren Anlässe, die Ausrichtung von internationalen Konferenzen sowie Luxus-Urlaub des Jet-Sets. Das Hotel stellt 302 Zimmer („deluxe luxury room“) und 92 Suiten zur Verfügung. Im Hotel arbeiten ca. 1500 Angestellte aus 50 Ländern. Es gibt 17 Geschäfte der internationalen Luxus-Marken und 10 Restaurants im Hotel.

## Ruler Suites
Im achten Stock des Emirate Palace Hotels liegen die ‚geheimen Suiten‘, die von der Herrscherfamilie von Abu Dhabi für die Regenten der im Golf-Kooperationsrat zusammengeschlossenen Nachbarn im Hotel eingerichtet wurden und unterhalten werden. Sie sind ein Geschenk für die Vereinigten Arabischen Emirate selbst, an Saudi-Arabien, Oman, Katar, Bahrain und Kuwait. Die „Ruler Suites“ werden nicht vermietet. Jedem Herrscher ist eine Zimmerflucht (680 Quadratmeter groß, Deckenhöhe bis zu 6 Meter) auf Dauer zugeordnet. Nur der Herrscher selbst kann darüber verfügen, ob ein Familienmitglied oder enger Freund sie vorübergehend nutzen darf. Die sechs Herrscher-Suites sind jederzeit bezugsbereit. Es gibt keinen Unterschied in der Ausstattung und der Gestaltung der Herrscher-Suites. Die Regenten sollen sich ebenbürtig fühlen, keiner soll hervorgehoben werden. Die Herrscher-Suites verfügen u. a. über einen großen Sitzungssaal sowie, alle drei ebenso großzügig dimensioniert, einen Wohnraum, das Speisezimmer und das Haupt-Schlafzimmer mit einem separaten Ankleidezimmer. Alle Regenten müssen hinnehmen, dass jeweils in ihrem Sitzungssaal (der in seiner Funktion einem Kaisersaal ähnelt), dem sogenannten Madschlis, in dem auch Empfänge stattfinden, zwei Porträts über dem Thron des jeweiligen Besitzers hängen: Das von Scheich Chalifa bin Zayid Al Nahyan, dem Herrscher von Abu Dhabi und Gastgeber der Herrscher, und das seines verstorbenen Vaters, Scheich Zayid, der immer noch verehrt wird. Die sechs Ruler Suites werden in der angegebenen Zahl der Suites nicht mit ausgewiesen.

## Architektur
Für die Architektur ist Wimberly Allison Tong and Goo (WATG) verantwortlich. Das Design verwendet vornehmlich traditionelle arabische Elemente, wie die große Kuppel (42 Meter Durchmesser) sowie weitere 114 Kuppeln, die über das gesamte Gebäude verteilt sind. Die Farbgebung des Hotels geht auf die verschiedenen Sandschattierungen zurück, die in der arabischen Wüste gefunden werden. In der Ballhalle, die bis zu 2800 Personen (Cocktail-Empfang) aufnehmen kann, befindet sich eine 17 Meter breite Kuppel. Die weiteren Kuppeln sind zwischen 2,9 und 12 Meter groß. Das Hotel ist 714 Meter lang, hat einen Umfang von 2,5 km und eine Fläche von 243.000 m². Um das Hotel herum wurde ein 1 km² großer Park mit Gärten und ein Privatstrand (1400 Meter) angelegt. Der sich anschließende Jachthafen erstreckt sich über fast 500 Meter.
Eine Besonderheit ist die Zufahrt exklusiv für Personen mit höchstem Sicherheitsgrad. Getrennt vom „Normalgast“ fährt deren Wagenkolonne eine eigene Rampe empor, sodass diese Gäste, ohne die Eingangshalle durchqueren zu müssen, direkt in die oberen Bereiche gelangen. Zwei Hubschrauberplätze ergänzen den schnellen Zugang zum Hotelkomplex.
Der monumentale Bogen ca. 290 Meter vor dem Hoteleingang hat eine Höhe von 40 Metern und eine Breite von 36 Metern.

## Lage
Das Hotel liegt am südwestlichen Ende der Stadt in der Nähe der Zufahrt zur Wellenbrecher-Insel am Persischen Golf.

## Geschichte
Jedes Jahr im Dezember treffen sich die Regierungschefs und Scheichs aller arabischen Emirate, um die politischen Angelegenheiten miteinander zu besprechen. Dazu wird jedes Jahr in ein anderes Emirat geladen. Im Dezember 2004 war geplant, dieses Treffen in Abu Dhabi abzuhalten. Die Scheichfamilie Abu Dhabis wollte anlässlich dieses Treffens ein pompöses Anwesen errichten, einem Palast ähnlich. Das Emirates Palace wurde gebaut, jedoch starb einige Wochen vor dem Treffen der gastgebende Scheich, weswegen dies an einem anderen Ort abgehalten wurde. Man beschloss daher, das Anwesen als Hotel zu nutzen.

## Trivia
- Jährlich werden dort fünf Kilogramm reines essbares Blattgold verbraucht.

- Das Hotel diente 2007 als Filmkulisse für Episode 8 der deutschen Fernsehserie Das Traumhotel.

## Dokumentationen
- Palast in der Wüste – Das „Emirates Palace“ in Abu Dhabi – Dokumentarfilm von Helen Wild im Auftrag des ZDF
- Unter deutscher Leitung – Das teuerste Hotel der Welt – Reportage im Auftrag von Sat.1[4]
- Ein Traum aus „1001 Nacht“ – Reportage auf N24